# Kudoa minithyrsites
Kudoa minithyrsites is een microscopische parasiet uit de familie Kudoidae. Kudoa minithyrsites werd in 2003 beschreven door Whipps, Adlard, Bryant, Lester, Findlay & Kent. 